# ميرسلو باكا
ميرسلو باكا (بالبولندية: Mirosław Baka)‏ (و. 1963  م) هو ممثل مسرحي، وممثل أفلام، وممثل  بولندي، ولد في ، بدأ مشواره المهني سنة 1985.

## التعليم
تعلم في أكاديمية ستانيسلاف ويسبيانسكي للفنون المسرحية ‏
.

## جوائز
حصل على جوائز منها:
- الصليب الفضي للاستحقاق ‏.
- الميدالية الفضية عن فئة الجدارة الثقافية البولندية ‏.

## وصلات خارجية
- ميرسلو باكا في قاعدة بيانات الأفلام على الإنترنت
- ميرسلو باكا  على موقع أول موفي